# رون سنغ
رون سنغ (بالإنجليزية: Ron Sang)‏ هو مهندس معماري نيوزيلندي، ولد في 11 يوليو 1938.